# 2. januar
2. januar je 2. dan leta v gregorijanskem koledarju. Ostaja še 363 dni (364 v prestopnih letih).

## Dogodki
- 1492 – z zasedbo Granade se konča rekonkvista v Španiji
- 1635 – kardinal Richelieu ustanovi Académie française
- 1776 – na ukaz Marije Terezije v avstrijskih dednih deželah odpravijo mučenje v sodnih procesih
- 1798 – na Akademiji uporabnih znanosti v Erfurtu preberejo Vegovo razpravo o gravitaciji
- 1839 – Louis Daguerre prvič fotografira Luno
- 1860 – Francoska akademija znanosti objavi napačno odkritje planeta Vulcan, ki naj bi ležal med Soncem in Merkurjem.
- 1863 – začne izhajati slovenski politični časnik Naprej
- 1904 – padec ruske trdnjave-pristanišča Port Arthur med rusko-japonsko vojno
- 1918 – boljševiki zagrozijo s ponovnim vstopom v vojno, če Nemčija ne vrne okupiranih področij
- 1942 – japonske sile zasedejo Manilo, glavno mesto Filipinov
- 1946 – ustanovljena kurdska republika v Iranu
- 1959 – Sovjetska zveza izstreli prvo plovilo proti Luni
- 1960 – John Reynolds oceni starost Osončja na 4.950.000.000 let
- 1982 – Hosni Mubarak postane predsednik Egipta

## Rojstva
- 1403 – Ivan Bessarion, bizantinski humanist, teolog, filolog, filozof († 1472)
- 1642 – Mehmed IV., sultan Osmanskega cesarstva († 1693)
- 1699 – Osman III., sultan Osmanskega cesarstva (†  1757)
- 1713 – Marie-Françoise Marchand - Mademoiselle Dumesnil, francoska gledališka igralka († 1803)
- 1729 – Johann Daniel Titius, nemški astronom, fizik, biolog († 1796)
- 1732 – František Xaver Brixi, češki skladatelj in organist († 1771)
- 1765 – Charles Hatchett, angleški industrialec, kemik († 1847)
- 1822 – Rudolf Julius Emmanuel Clausius, nemški matematik, fizik († 1888)
- 1846 – Albert Levičnik, slovenski pravnik († ?)
- 1862 – Mihail Osipovič Dolivo-Dobrovoljski, ruski elektroinženir in izumitelj († 1919)
- 1870 – Ernst Barlach, nemški kipar, slikar, pisatelj († 1938)
- 1873 – 
  - Antonie Pannekoek, nizozemski astronom in sociolog († 1960)
  - Sveta Terezija Deteta Jezusa in Svetega Obličja, francoska svetnica in cerkvena učiteljica († 1897)
- 1899 – Hermann von Oppeln-Bronikowski, nemški jahač in general († 1966)
- 1920 – 
  - Isaac Asimov, ameriški pisatelj, biokemik ruskega rodu († 1992)
  - George Howard Herbig, ameriški astronom († 2013)
- 1938 – Hans Herbjørnsrud, norveški pisatelj
- 1940 – Nanni Galli, italijanski avtomobilistični dirkač
- 1947 – Aleksander Jakušev, ruski hokejist
- 1967 – Althea Rae Duhinio Janairo - Tia Carrere, ameriška filmska igralka
- 1968 – Cuba Gooding Jr., ameriški filmski igralec

## Smrti
- 1096 – Viljem iz St-Calaisa, anglonormanski škof, kraljevi davčni svetovalec
- 1106 – Bertold iz Selč, krški škof
- 1169 – Bertrand de Blanchefort, 6. veliki mojster templjarjev (* 1109)
- 1302 – Henrik I., baron Mecklenburga (* 1230)
- 1529 – Radu V. Afumatski, vlaški knez (* okrog 1493)
- 1559 – Kristijan II. Danski, kralj Danske, Švedske in Norveške (* 1481)
- 1620 – Johann Sigismund, nemški volilni knez (* 1572)
- 1783 – Johann Jakob Bodmer, švicarski zgodovinar, pisatelj (* 1698)
- 1801 – Johann Kaspar Lavater, švicarski pesnik in fiziognomik (* 1741)
- 1833 – Prohor Mošnin - sveti Serafim iz Sarova, ruski menih, mistik (* 1759)
- 1892 – George Biddell Airy, angleški astronom, matematik (* 1801)
- 1913 – Léon-Philippe Teisserenc de Bort, francoski meteorolog (* 1855)
- 1915 – Karl Goldmark, madžarski skladatelj (* 1830)
- 1917 – Edward Burnett Tylor, britanski kulturni antropolog (* 1832)
- 1927 – Ahad Ha'am, z rojstnim imenom Asher Zvi Hirsch Ginsberg, judovski mislec in sionist (* 1856)
- 1944 – Mara Hus, slovenska pisateljica (* 1900)
- 1946 – Avgust Pavel, slovenski pesnik, pisatelj, etnolog, jezikoslovec, literarni zgodovinar, učitelj in muzeolog na Madžarskem (* 1886)
- 1960 – Friedrich Adler, avstrijski socialist (* 1879)
- 2004 – Boris Fakin - Igor Torkar, slovenski pisatelj, pesnik (* 1913)
- 2007 – Primož Lorenz, slovenski pianist, pedagog (* 1942)
- 2021 – Pavel Ledinek, slovenski gospodarstvenik in izumitelj (* 1939)

## Prazniki in obredi
- praznik Jezusovega imena
- dela prost dan v Sloveniji

## God
- sveti Makarij Aleksandrijski
- sveti Bazilij Veliki
- Sveti Gregor Nazianški